# Leptoctenus agalenoides
Leptoctenus agalenoides är en spindelart som beskrevs av Ludwig Carl Christian Koch 1878. Leptoctenus agalenoides ingår i släktet Leptoctenus och familjen Ctenidae. Inga underarter finns listade i Catalogue of Life.